# Cura Cabai
Cura Cabai – miejscowość (plaats) i strefa (zone) w regionie Savaneta w południowej części kraju autonomicznego Aruba, należącego do Holandii, w Ameryce Południowej. 1 stycznia 2020 r. liczyła 2003 mieszkańców. Leży na zachodnim wybrzeżu wyspy.

## Podział administracyjny
W skład strefy wchodzi jedna miejscowość:
- Cura Cabai

## Demografia
Strefa liczy 2003 mieszkańców (1 stycznia 2020).
| Kobiety | Mężczyźni |
| ------- | --------- |
| 937     | 1066      |